# Număr Bejan
Există două numere Bejan (Be) diferite utilizate în domeniul termodinamicii, respectiv al mecanicii fluidelor. Numerele Bejan sunt denumite astfel după Adrian Bejan.

## În termodinamică
În termodinamică numărul Bejan este raportul dintre ireversibilitatea transmiterii căldurii și ireversibilitatea totală datorită transmiterii căldurii și frecării din fluid:
{\displaystyle \mathrm {Be} ={\frac {{\dot {S}}'_{\mathrm {gen} ,\,\Delta T}}{{\dot {S}}'_{\mathrm {gen} ,\,\Delta T}+{\dot {S}}'_{\mathrm {gen} ,\,\Delta p}}}}
unde
{\displaystyle {\dot {S}}'_{\mathrm {gen} ,\,\Delta T}} este generarea de entropie datorită transmiterii căldurii, iar
{\displaystyle {\dot {S}}'_{\mathrm {gen} ,\,\Delta p}} este generarea de entropie datorită frecării din fluid.
Schiubba a obținut relația dintre numărul Bejan, Be, și numărul Brinkman, Br:
{\displaystyle \mathrm {Be} ={\frac {{\dot {S}}'_{\mathrm {gen} ,\,\Delta T}}{{\dot {S}}'_{\mathrm {gen} ,\,\Delta T}+{\dot {S}}'_{\mathrm {gen} ,\,\Delta p}}}={\frac {1}{1+\mathrm {Br} }}}

## Transfer de căldură și masă
În contextul transmiterii căldurii, numărul Bejan este căderea de presiune adimensională de-a lungul unui canal de lungime {\displaystyle L}:
{\displaystyle \mathrm {Be} ={\frac {\Delta p\,L^{2}}{\mu \alpha }}}
unde
{\displaystyle \mu } este viscozitatea dinamică,
{\displaystyle \alpha } este difuzivitatea termică.
Numărul Be joacă în convecția forțată același rol pe care îl joacă numărul Rayleigh în convecția liberă.
În contextul transferului de masă, numărul Bejan este căderea de presiune adimensională de-a lungul unui canal de lungime {\displaystyle L}:
{\displaystyle \mathrm {Be} ={\frac {\Delta p\,L^{2}}{\mu D}}}
unde
{\displaystyle \mu } este viscozitatea dinamică,
{\displaystyle D} este difuzivitatea.
În cazul analogiei Reynolds (Le = Pr = Sc = 1), toate cele trei definiții ale numărului Bejan au același sens. Awad și Lage au obținut o formă modificată a numărului Bejan, propus inițial de Bhattacharjee și Grosshandler pentru procesele de impuls, prin înlocuirea viscozității dinamice care apare în formularea inițială cu produsul echivalent al densității fluidului și difuzivității impulsului fluidului. Această formă modificată nu este doar mai apropiată de fizica pe care o reprezintă, ci are și avantajul de a fi dependentă de un singur coeficient de viscozitate. Mai mult, această modificare simplă permite o extindere mult mai simplă a numărului Bejan la alte procese de difuzie, cum ar fi un proces de transfer de căldură sau de specii, prin simpla înlocuire a coeficientului de difuzivitate. În consecință, devine posibilă o reprezentare generală a numărului Bejan pentru orice proces care implică scăderea presiunii și difuzie. Se demonstrează că această reprezentare generală produce rezultate analoage pentru orice proces care satisface analogia Reynolds (adică atunci când Pr = Sc = 1), caz în care reprezentările impulsului, energiei și concentrației de specii ale numărului Bejan se dovedesc a fi aceleași.
Prin urmare, ar fi mai natural să se definească Be în general, drept:
{\displaystyle \mathrm {Be} ={\frac {\Delta p\,L^{2}}{\rho \delta ^{2}}}}
unde
{\displaystyle \rho } este densitatea fluidului,
{\displaystyle \delta } este difuzivitatea corespunzătoare a procesului considerat.
Awad a comparat numărul Hagen cu numărul Bejan. Deși semnificația lor fizică nu este aceeași, deoarece primul reprezintă gradientul de presiune adimensional, în timp ce cel de-al doilea reprezintă căderea de presiune adimensională, se va demonstra că numărul Hagen coincide cu numărul Bejan în cazurile în care lungimea caracteristică, l, este egală cu lungimea de curgere, L.

## În mecanica fluidelor
În mecanica fluidelor numărul Bejan este identic cu cel definit în problemele de transfer de căldură, fiind căderea de presiune adimensională de-a lungul lungimii traseului fluidului, {\displaystyle L,} atât în fluxuri externe, cât și în fluxuri interne:
{\displaystyle \mathrm {Be_{L}} ={\frac {\Delta p\,L^{2}}{\mu \nu }}}
unde
{\displaystyle \mu } este viscozitatea dinamică,
{\displaystyle \nu } este difuzivitatea impulsului (viscozitatea cinematică).
O altă expresie a numărului Bejan într-o curgere Hagen-Poiseuille a fost introdusă de Awad. Această expresie este:
{\displaystyle \mathrm {Be} ={{32\mathrm {Re} L^{3}} \over {d^{3}}}}
unde
{\displaystyle \mathrm {Re} } este numărul Reynolds,
{\displaystyle L} este lungimea de curgere,
{\displaystyle d} este diametrul țevii.
Expresia de mai sus arată că numărul Bejan din fluxul Hagen-Poiseuille este într-adevăr un grup adimensional, nerecunoscut anterior.
Formularea numărului Bejan de către Bhattacharjee și Grosshandler are o importanță deosebită asupra dinamicii fluidelor în cazul curgerii fluidelor peste un plan orizontal deoarece este direct legat de rezistența dinamică a fluidelor D prin următoarea expresie a forței de rezistență:
{\displaystyle D=\Delta p\,A_{w}={\frac {1}{2}}C_{D}A_{f}{\frac {\nu \mu }{L^{2}}}Re^{2}}
ceea ce permite exprimarea coeficientului de rezistență la înaintare {\displaystyle C_{D}} în funcție de numărul Bejan și raportul dintre aria udată {\displaystyle A_{w}} și aria frontală {\displaystyle A_{f}}:
{\displaystyle C_{D}=2{\frac {A_{w}}{A_{f}}}{\frac {Be}{Re_{L}^{2}}}}
unde {\displaystyle Re_{L}} este numărul Reynolds pe lungimea de curgere L. Această expresie a fost verificată experimental (în tunel aerodinamic).
Această ecuație reprezintă coeficientul de rezistență la înaintare în termenii principiului al doilea al termodinamicii:
{\displaystyle C_{D}={\frac {2T_{0}{\dot {S}}'gen}{A_{f}\rho u^{3}}}={\frac {2{\dot {X}}'}{A_{f}\rho u^{3}}}}
unde {\displaystyle {\dot {S}}'gen} este viteza de generare a entropiei, {\displaystyle {\dot {X}}'} este viteza de disipare a exergiei, iar ρ este densitatea.
Formularea de mai sus permite exprimarea numărului Bejan în termenii principiului al doilea al termodinamicii:
{\displaystyle Be_{L}={\frac {1}{A_{w}\rho u}}{\frac {L^{2}}{\nu ^{2}}}\Delta {\dot {X}}'={\frac {1}{A_{w}\rho u}}{\frac {T_{0}L^{2}}{\nu ^{2}}}\Delta {\dot {S}}'}
Această expresie este un pas fundamental către o reprezentare a problemelor dinamice ale fluidelor în termenii principiului al doilea al termodinamicii.